# Joachim Tomaszewski
Joachim Tomaszewski (ur. ok. 1853 w Czortkowie, zm. 29 maja 1925 w Sanoku) – polski sędzia.

## Życiorys
Urodził się około 1853 w Czortkowie. W okresie zaboru austriackiego w ramach autonomii galicyjskiej wstąpił do c. k. służby sądowniczej. Był praktykantem prawnym, a 20 października 1880 został mianowany auskultantem Galicji Wschodniej. W 1895 był adjunktem C. K. Sądu Powiatowego w Delatynie. We wrześniu 1897 został mianowany sekretarzem sądu dla Lwowa. Od około 1899 był sędzią C. K. Sądu Obwodowego w Sanoku w randze c. k. radcy Sądu Krajowego, od stycznia 1910 w randze c. k. radcy Wyższego Sądu Krajowego, sędzią c. k. sądu w Sanoku był do 1918. Równocześnie był asesorem c. k. sądu powiatowego dla spraw dochodów skarbowych w Sanoku.
Był członkiem sanockiego gniazda Polskiego Towarzystwa Gimnastycznego „Sokół” (1906, 1912, 1920, 191, 1922). W Sanoku zamieszkiwał przy ulicy Zamkowej. Był żonaty.
Po odzyskaniu przez Polskę niepodległości wstąpił do służby sądowniczej II Rzeczypospolitej. Został sędzią Sądu Okręgowego w Sanoku. Został przeniesiony na emeryturę z dniem 29 marca 1924. Do końca życia pozostawał w charakterze nadradcy sądu apelacyjnego.
Zmarł 29 maja 1925 w Sanoku w wieku 72 lat. Został pochowany na cmentarzu w Sanoku 31 maja 1925. Był żonaty z Olgą z domu Hordyńską. Miał syna Zygmunta (ur. 1886, oficer Wojska Polskiego i Policji Państwowej), córkę Zofię Julię (1898-1978, od 1921 zamężna z oficerem Policji Państwowej, Eugeniuszem Hassem).

## Odznaczenia
austro-węgierskie
- Brązowy Medal Jubileuszowy Pamiątkowy dla Sił Zbrojnych i Żandarmerii (przed 1912)[22][25].
- Medal Jubileuszowy Pamiątkowy dla Cywilnych Funkcjonariuszów Państwowych (przed 1912)[22][25].
- Krzyż Jubileuszowy dla Cywilnych Funkcjonariuszów Państwowych (przed 1912)[22][25].